# Challenger WTA de Oeiras 2025
El Oeiras Ladies Open 2025 fue un torneo de tenis profesional jugado en canchas de tierra batida al aire libre. Se trató de la 5.ª edición del torneo que formó parte de los Torneos WTA 125s en 2025. Se llevó a cabo en Oeiras, Portugal, entre el 14 al 20 de abril de 2025.

## Cabezas de serie

### Individuales
| Tenista                | Ranking | Preclasificada |
| Alexandra Eala         | 73      | 1              |
| Katie Volynets         | 80      | 2              |
| Elisabetta Cocciaretto | 89      | 3              |
| Anna Bondár            | 91      | 4              |
| Yue Yuan               | 101     | 5              |
| Sorana Cîrstea         | 117     | 6              |
| Solana Sierra          | 191     | 7              |
| Maja Chwalińska        | 121     | 8              |

- Ranking del 7 de abril de 2025.

### Dobles
| Tenista                       | Ranking | Preclasificada |
| Amina Anshba Elena Pridankina | 176     | 1              |
| Francisca Jorge Matilde Jorge | 205     | 2              |
| Jesika Malečková Miriam Škoch | 208     | 3              |
| Carmen Corley Christina Rosca | 292     | 4              |

## Campeonas

### Individuales femeninos
Dalma Gálfi venció a  Katie Volynets por 4–6, 6–1, 6–2

### Dobles femenino
Francisca Jorge /  Matilde Jorge vencieron a  Anastasia Dețiuc /  Patricia Maria Țig por 6–1, 6–2